# Karol Slavik
Karol Slavik (ur. w 12 stycznia 1831, zm. 13 listopada 1894 w Nowym Sączu) – doktor nauk medycznych, burmistrz Nowego Sącza w latach 1887 – 1894.

## Życiorys
Z pochodzenia Czech. Prowadził w Nowym Sączu praktykę lekarską. Od 17 stycznia 1867 wybrany jako asesor do kolegialnego zarządu magistratu. Na jego wniosek Rada Miasta uchwaliła w 1869 regulamin „porządku i straży bezpieczeństwa ogniowego”. 28 marca 1887 wybrany na burmistrza jako następca Włodzimierza Olszewskiego. Podejmował starania zmierzające do wybudowania wodociągu. Prowadził w tej sprawie korespondencję z towarzystwem akcyjnym w Wiedniu i polecił przeprowadzenie badań nad stanem chemicznym wody z Roszkowic i wydajnością tamtejszego źródła. Podczas jego kadencji miasto trawiły dwa duże pożary. Zmarł na skutek zakażenia krwi w wyniku skaleczenia podczas akcji ratowniczej zainicjowanej w budynku ratusza podczas pożaru, który wybuchł 17 kwietnia 1894. Dzień po śmierci burmistrza Slavika, 14 listopada 1894, Rada Miasta podjęła uchwałę o zorganizowaniu Jego pogrzebu na koszt miasta, wybudowaniu grobowca w alei zasłużonych i umieszczeniu portretu w Sali obrad Rady. Następcą Karola Slavika na stanowisku burmistrza został Lucjan Lipiński.